# Lotoria armata
Lotoria armata is een slakkensoort uit de familie van de Cymatiidae. De wetenschappelijke naam van de soort werd voor het eerst geldig gepubliceerd in 1897 door G.B. Sowerby III als Lotorium armatum.